# Ángelo Rodríguez
Ángelo José Rodríguez Henry (* 4. April 1989 in San Andrés) ist ein kolumbianischer Fußballspieler, der als Mittelstürmer für den brasilianischen Verein Goiás spielt.

## Vereinskarriere

### Atlético Nacional
Ángelo Rodríguez wechselte zur Saison 2011 der Categoría Primera A von Real Cartagena zu Atlético Nacional. Der Transfer erfolgte am 1. Januar 2011, als Rodríguez 21 Jahre alt war. Sein Marktwert zum Zeitpunkt des Wechsels betrug umgerechnet etwa 150.000 Euro.
Während seiner Zeit bei Atlético Nacional spielte Rodríguez als Mittelstürmer. In der Saison 2010/11 trug er maßgeblich zum Erfolg des Teams bei und half Atlético Nacional, die kolumbianische Meisterschaft zu gewinnen. Dies markierte seinen ersten großen Titelgewinn.

### Durchbruch bei Deportes Tolima
Im Juli 2016 wechselte Rodríguez zu Deportes Tolima, einem Verein aus Ibagué im Departamento Tolima, der 1954 gegründet wurde. Dieser Wechsel markierte einen Wendepunkt in seiner Karriere. Bei Deportes Tolima konnte Rodríguez sein volles Potenzial entfalten.
Während seiner Zeit bei Deportes Tolima (2016–2018) entwickelte sich Rodríguez zu einem Schlüsselspieler des Teams. In der Saison 2017/18 spielte er eine entscheidende Rolle beim Gewinn der kolumbianischen Meisterschaft. Dies war ein historischer Erfolg für den Verein, da es erst der zweite Meistertitel in der Vereinsgeschichte war.
Rodríguez’ Leistungen in dieser Saison waren nicht nur seine Fähigkeiten als Torjäger, sondern auch seine Fähigkeit, das Spiel zu lesen und seine Mitspieler in Szene zu setzen. Seine Tore und Vorlagen waren entscheidend für den Erfolg des Teams in der DIMAYOR-Liga Primera A. Insgesamt absolvierte Rodríguez während seiner Zeit bei Deportes Tolima 84 Spiele und erzielte dabei eine beachtliche Anzahl von Toren. Seine Präsenz auf dem Spielfeld und seine Fähigkeit, in entscheidenden Momenten zu liefern, machten ihn zu einem unverzichtbaren Spieler für den Verein.
Der Erfolg bei Deportes Tolima eröffnete Rodríguez internationale Möglichkeiten. Im Juli 2018 unterschrieb er bei Minnesota United in der Major League Soccer (MLS), wo er als Designated Player verpflichtet wurde.

### Wechsel zu Minnesota United
Der Transfer zu Minnesota United wurde am 10. Juli 2018 offiziell bekannt gegeben, nachdem eine Vereinbarung mit dem kolumbianischen Erstligisten Deportes Tolima erzielt werden konnte. Rodríguez unterzeichnete einen Vertrag als Designated Player, was bedeutet, dass sein Gehalt über der normalen Gehaltsobergrenze der MLS lag. Der Wechsel von Rodríguez war Teil einer größeren Transferoffensive von Minnesota United. Nur einen Tag zuvor hatte der Verein den ecuadorianischen Flügelspieler Romario Ibarra verpflichtet. Minnesota United sah sich bei der Verpflichtung von Rodríguez mit Konkurrenz konfrontiert, sowohl von anderen MLS-Klubs als auch von Vereinen aus Lateinamerika.
Minnesota Uniteds Cheftrainer Adrian Heath beschrieb Rodríguez als physisch starken Spieler mit guten technischen Fähigkeiten und Torinstinkt. Heath hob besonders Rodríguez’ Stärke im Ballhalten und seine Fähigkeit, Verteidiger unter Druck zu setzen, hervor. Der Sportdirektor von Minnesota United, Manny Lagos, betonte die Führungsqualitäten und die Erfahrung, die Rodríguez in das Team einbringen würde. Die Verpflichtung wurde als strategischer Schritt gesehen, um die Offensivkraft des Teams zu verstärken und die Chancen auf eine Playoff-Teilnahme zu erhöhen.
Zum Zeitpunkt seiner Verpflichtung war Rodríguez 29 Jahre alt, 1,82 Meter groß und wog 80 Kilogramm. Seine Hauptposition war die des Mittelstürmers. Der genaue finanzielle Umfang des Transfers wurde nicht öffentlich gemacht.

### Rückkehr nach Kolumbien und weitere Stationen
Nach seinem Engagement in der Major League Soccer (MLS) bei Minnesota United kehrte Rodríguez am 24. Januar 2020 in sein Heimatland Kolumbien zurück. Diese Rückkehr markierte den Beginn einer neuen Phase in seiner Karriere, die durch Wechsel zwischen die folgenden kolumbianischen Vereine geprägt war.
Bemerkenswert ist Rodríguez’ Erfolg mit Deportivo Cali in der Saison 2021. In dieser Spielzeit gewann er die Meisterschaft der Liga BetPlay DIMAYOR, der höchsten kolumbianischen Spielklasse.
Zu Beginn des Jahres 2023 schloss sich Rodríguez Deportivo Pereira an. Während seiner Zeit bei diesem Verein nahm er an der Copa Libertadores teil, einem prestigeträchtigen südamerikanischen Klubwettbewerb. In diesem Turnier absolvierte er neun Spiele und erzielte dabei ein Tor.
Zum 26. Februar 2024 wechselte Rodríguez zum brasilianischen Verein Goiás. Sein Vertrag bei diesem Klub läuft bis zum 31. Dezember 2024.

## Spielstil und Fähigkeiten
Ángelo Rodríguez ist bekannt für seinen robusten und physischen Spielstil. Als Mittelstürmer nutzt er seine Körpergröße von 1,82 Metern und seine physische Präsenz, um sich gegen Verteidiger durchzusetzen. Diese Eigenschaften machen ihn besonders effektiv im Strafraum, sowohl bei hohen Bällen als auch bei physischen Duellen am Boden.
Rodríguez zeichnet sich durch seine Fähigkeit aus, den Ball zu halten und seine Mitspieler ins Spiel einzubinden. Diese Fähigkeit, als Zielspieler zu agieren, ist besonders nützlich, um das Spieltempo zu kontrollieren und Angriffe aufzubauen. Seine Rolle als zentraler Stürmer erfordert nicht nur Torinstinkt, sondern auch die Fähigkeit, Räume für seine Mitspieler zu schaffen und durch kluge Laufwege Verteidiger zu binden.
- Abschluss und Torinstinkt: Rodríguez hat einen guten Torinstinkt und ist in der Lage, Chancen effizient zu verwerten. Dies zeigt sich in seiner Torquote bei verschiedenen Vereinen. Beispielsweise erzielte er in 39 Spielen für Minnesota United in der Major League Soccer neun Tore.
- Positionsspiel: Eine seiner herausragenden Fähigkeiten ist sein Positionsspiel. Rodríguez versteht es, sich in gefährliche Positionen zu bringen und seine Gegenspieler zu überlisten.
- Physische Stärke und Kopfballspiel: Seine physische Stärke und seine Fähigkeit, Kopfballduelle zu gewinnen, sind wesentliche Bestandteile seines Spiels. Diese Fähigkeiten machen ihn zu einer Bedrohung bei Standardsituationen und Flanken.
- Schusskraft und Technik: Rodríguez verfügt über eine solide Schusskraft, die es ihm ermöglicht, auch aus der Distanz gefährlich zu agieren. Technisch ist er versiert genug, um auch schwierige Bälle zu kontrollieren und präzise Abschlüsse zu erzielen.
- Teamarbeit und Vorlagen: Neben seiner Torjägerqualität ist Rodríguez auch in der Lage, Vorlagen zu geben und seine Mitspieler in Szene zu setzen. Dies zeigt seine Vielseitigkeit und sein Verständnis für das Spiel. Während seiner Zeit bei Deportes Tolima war er nicht nur als Torschütze, sondern auch als Vorlagengeber entscheidend für den Erfolg des Teams.[4]

## Erfolge
Ángelo Rodríguez hat im Laufe seiner Karriere mehrere bedeutende Titel gewonnen:
- Kolumbien: Meisterschaft der Categoría Primera A 2011 mit Atlético Nacional
- Kolumbien: Meisterschaft der Categoría Primera A 2018 mit Deportes Tolima
- Kolumbien: Meisterschaft der Categoría Primera A 2021 mit Deportivo Cali

Diese Erfolge unterstreichen seine Fähigkeiten und seinen Beitrag zu den Teams, in denen er gespielt hat. Rodríguez’ Karriere ist geprägt von wichtigen Titeln und seiner Rolle als Schlüsselspieler in verschiedenen Vereinen, sowohl in Kolumbien als auch international.